# Cressa cretica
Espèce
Cressa cretica, aussi appelé Cressa de Crète est une espèce de plantes de la famille des Convolvulaceae.

## Description
Cette plante halophile à la tige ligneuse peut atteindre une taille de 25 cm.
Elle a un calice de trois à quatre millimètres de long,.

## Médecine traditionnelle
Wikipédia ne donne pas d'avis médical : seul un professionnel (médecin, pharmacien, etc.) est habilité à le faire.
Cressa cretica est utilisé dans la médecine traditionnelle indienne (sous le nom d'« amritsrava ») et soudanaise comme stomachique et expectorant.